# Ripe (East Sussex)
Ripe – wieś w Anglii, w East Sussex. W 1961 roku civil parish liczyła 369 mieszkańców. Ripe jest wspomniana w Domesday Book (1086) jako Ripe.